# ۹۳۸ (میلادی)
۹۳۸ (میلادی) نهصد و سی و هشتمین سال تقویم میلادی است.

## درگذشتگان
‎